# 19573 Куммінґс
19573 Куммінґс (19573 Cummings) — астероїд головного поясу, відкритий 9 червня 1999 року.
Тіссеранів параметр щодо Юпітера — 3,590.